# Увал
Увалите са негативни повърхностни геоморфоложки форми от карстов произход, образувани при разширение и сливане на два или повече въртопа. Характерни са за стари карстови терени. Наричат ги още валози, въпреки че последният термин се употребява в малко по-широк смисъл за означаване на локални котловинни образувания, които не винаги са от карстов произход. Поради естеството на произхода си, увалът има най-често удължена или елипсовидна форма, а дължината му надвишава от 2 до 6 пъти ширината. На дължина могат да достигнат до няколко километра, а на дълбочина – над 100 m, като тези големи ували, които са почти винаги със стръмни склонове и равно дъно се наричат карстови полета. На Балканския полуостров най-голямото карстово поле е Ливно в Динарските планини с площ 380 km².
Увалите са много характерна форма в Бесапарските ридове между Родопския масив и Горнотракийската низина (Бесапарски увал и др.)
Поради това, че дъната на повечето от увалите и карстовите полета са покрити с глинести материали, останали след разтварянето на карбонатната скала при плитко подпочвено водно равнище, в тях се събира вода и се образуват карстови блата. Остатъчните неунищожени от карстовите процеси заоблени варовикови височини около увалите и карстовите полета се наричат хум.